# Burg Seeberg
Burg Seeberg ist eine Burg im Ortsteil Ostroh der tschechischen Gemeinde Poustka im Okres Cheb.

## Geschichte
Die Anfänge der Burg gehen zum Ende des 12. Jahrhunderts zurück. Die Kirche St. Wolfgang war die Grablege der Burgbesitzer im 16. und 17. Jahrhundert. Zahlreiche Epitaphe mit Darstellungen der Verstorbenen sind erhalten. Wolf Georg von Brandt war aufgrund der Rekatholisierung im Dreißigjährigen Krieg 1628 gezwungen, die Burg aufzugeben und zu verkaufen. Er hatte mit Schlottenhof bei Arzberg einen weiteren Sitz. In der kommunistischen Ära der Tschechoslowakei waren Burg und Kirche dem Verfall preisgegeben. Inzwischen wurde die Burg umfassend renoviert und beherbergt ein Museum zur Geschichte der Burg und ihres Umlandes. 

## Beschreibung
Am Torturm des inneren Grabens zieren vier Wappen gut sichtbar den Eingangsbereich, es handelt sich um die Familienwappen derer von Junker, von Brandt, von Gerard und von Steinheim. Das Wappen derer von Junker ist auch am Verwaltungsgebäude davor angebracht. An der Rückseite des Schlosses befinden sich die Wappen derer von Nostiz, von Neuberg und von Seeberg.  
Die Burg ist auf einem Bergsporn errichtet. Eine erste Umfassungsmauer schließt ein Verwaltungsgebäude und – als Teil der Ausstellung – zwei historische Scheunen mit bäuerlichem Hausrat und Arbeitsgerät ein. Über den Burggraben gelangt man zu den mehrgeschossigen Hauptgebäuden der Burg, die als Ausstellungsräume dienen. Eine Fußgängerbrücke über einen schroffen Taleinschnitt führt zur Kirche.